# Metalociclo
En química organometálica, un metalociclo o metalaciclo es un derivado de un compuesto carbocíclico en el que un metal ha reemplazado al menos un centro de carbono; esto es en cierta medida similar a los heterociclos. Los metalaciclos aparecen con frecuencia como intermedios reactivos en catálisis, como por ejemplo la metátesis de olefinas y trimerización de alquinos. En la síntesis orgánica, la orto-metalación dirigida se usa ampliamente para la funcionalización de los anillos de areno mediante la activación del enlace C-H. El efecto principal de que la sustitución de átomos metálicos en un compuesto de carbono cíclico se ha producido es la distorsión de la geometría debido al gran tamaño de los metales típicamente utilizados.

## Nomenclatura
Por lo general, los metalaciclos son compuestos cíclicos con dos enlaces metálicos de carbono.

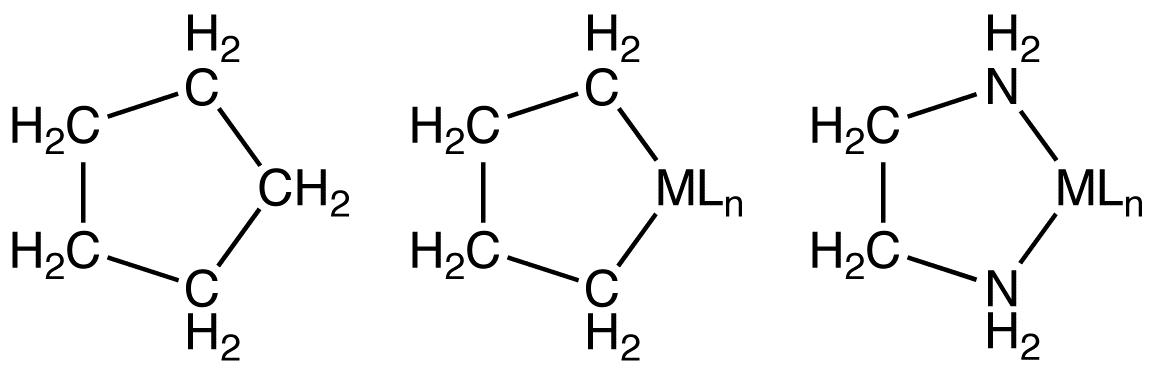
Estructura de un carbociclo (ciclopentano), un metalociclo (un metalociclopentano), y un metal quelatado por etilenediamina, un anillo que contiene un núcleo metálico que no está clasificado como metalociclo.

Se conocen muchos compuestos que contienen metales en anillos, por ejemplo, anillos de quelato. Normalmente, estos compuestos no se clasifican como metalaciclos, pero las convenciones de denominación no se siguen rígidamente. Dentro del área de la química de coordinación y supramolecular, los ejemplos incluyen "coronas de metal", metacrilatos, "metalahelices" y "ruedas moleculares".